# The Eye (album Yello)
The Eye – album szwajcarskiego zespołu Yello wydany w 2003 roku przez wytwórnię Motor Music. Promował go singel Planet Dada.

## Lista utworów
1. Planet Dada (3:08)
2. Nervous (2:53)
3. Don Turbulento (4:51)
4. Soul On Ice (3:12)
5. Junior B (4:05)
6. Tiger Dust (5:01)
7. Distant Solution (4:43)
8. Hipster's Delay (4:38)
9. Time Palace (4:19)
10. Indigo Bay (5:50)
11. Unreal (4:02)
12. Bougainville (3:54)
13. Star Breath (5:18)
14. Planet Dada (Flamboyant) (4:40)

## Twórcy
- Dieter Meier – wokal, teksty
- Boris Blank – kompozytor, aranżacja, producent